# دمیترو شاستال
دمیترو شاستال (اوکراینی: Дмитро Володимирович Шастал؛ زادهٔ ۳۰ دسامبر ۱۹۹۵) بازیکن فوتبال اهل اوکراین است.